# Una noche
Pour plus de détails, voir Fiche technique et Distribution.
Una noche est un film dramatique américano-britannico-cubain coproduit, écrit et réalisé par Lucy Mulloy et sorti en 2012.

## Synopsis
Le film retrace le parcours de trois adolescents cubains vivant à la Havane. Raul vit avec sa mère, malade du sida qui se prostitue pour gagner de quoi vivre. Il est obligé de voler pour obtenir les médicaments sur le marché noir pour sa mère. il travaille dans la cuisine d'un restaurant avec Elio, un autre adolescent qui éprouve une certaine attirance pour lui. Les deux jeunes rêvent de quitter leur vie sans avenir et partir à Miami, tandis que deux touristes américains en vacances profitent des plages cubaines. Un jour, Raul trouve sa mère avec un touriste : il le frappe et l'envoie à l’hôpital. Recherché par la police, il n'a plus d'autre option que fuir.
Lila, la sœur d'Elio, a une relation très forte avec son frère. Lorsqu'elle découvre le radeau qu'ils ont commencé à construire, elle tente de s'opposer au départ des deux garçons. Néanmoins, ils finissent par s'élancer tous les trois sur cette embarcation de fortune vers les États-Unis, en pleine nuit, vers l'inconnu...

## Fiche technique
- Titre original : Una noche
- Réalisation : Lucy Mulloy
- Scénario : Lucy Mulloy
- Direction artistique : Laura Huston
- Décors : John Paul Burgess et Yinka Graves
- Costumes : David C. Robinson
- Photographie : Trevor Forrest et Shlomo Godder
- Son : Roland Vajs
- Montage : Cindy Lee
- Musique :
- Production : Maite Artieda, Daniel Mulloy, Lucy Mulloy, Sandy Pérez Águila et Yunior Santiago
- Société(s) de production :
- Société(s) de distribution :  IFC Films
- Budget :
- Pays d’origine :  États-Unis/ Royaume-Uni/ Cuba
- Langue : Espagnol
- Format : Couleurs - 35 mm -  Son Dolby numérique
- Genre cinématographique : Drame
- Durée :  90 minutes
- Date de sortie :
- États-Unis : 19 avril 2012 (festival du film de TriBeCa)

## Distribution
- Dariel Arrechaga : Raúl
- Anailín de la Rúa de la Torre : Lila
- Javier Núñez Florián : Elio
- María Adelaida Méndez Bonet : Adelaida
- Greisy del Valle : Greisy
- Katia Caso : Hilda

## Récompenses et distinctions

### Récompenses
- Festival du film de TriBeCa 2012 :
  - Meilleur nouveau réalisateur du film narratif pour Lucy Mulloy
  - Meilleurs acteurs pour Dariel Arrechada et Javier Nuñez Florian
- Festival du cinéma américain de Deauville 2012 : Prix du jury

### Nominations
- Independent Spirit Awards 2013 : meilleur premier film